# Lancaster (Lancashire)
Lancaster (pronunciat /ˈlæŋˌkæstər/) és un municipi del Regne Unit, que pertany al comtat de Lancashire, a l'oest d'Anglaterra. Lancaster és la ciutat que va donar nom al Comtat Palatí de Lancashire i en va ser la capital fins que aquesta funció va ser traspassada a Preston. La seva història està relacionada amb la de la monarquia britànica i actualment el títol de duquessa de Lancaster el té la reina Elisabet II. És també un centre comercial, cultural i educatiu.

## Localització

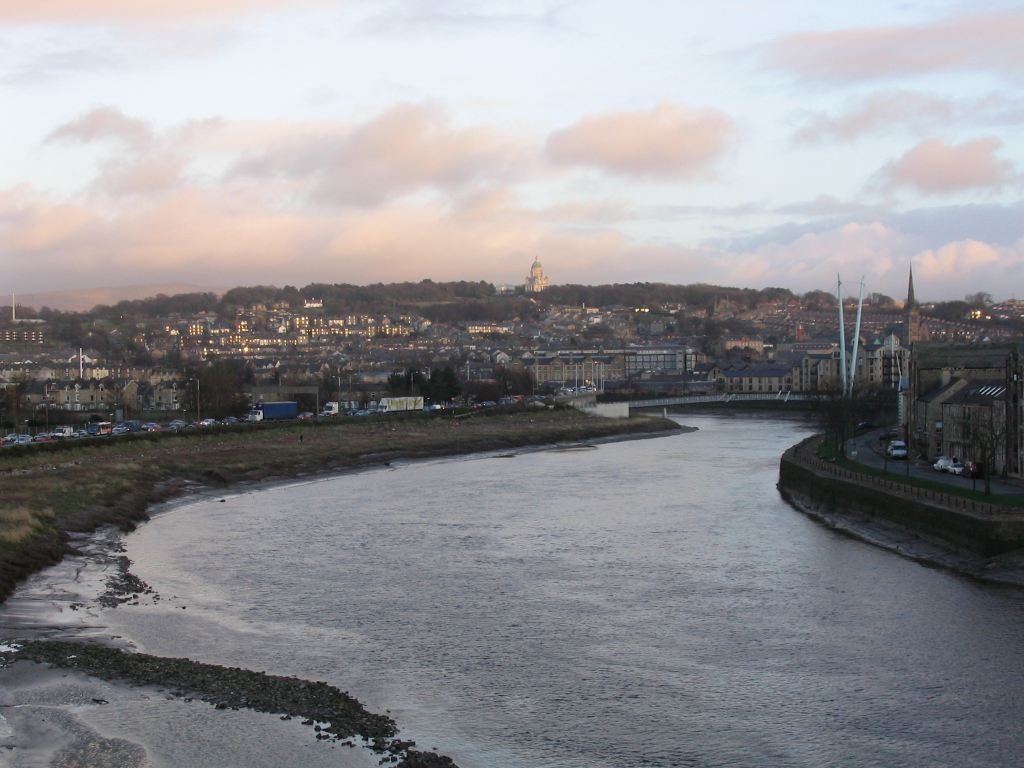
La ciutat de Lancaster al voltant del riu Lune.

Lancaster és la ciutat més al nord del comtat de Lancashire, situada a 4,8 km de la badia de Morecambe. El riu Lune rega el seu territori i és l'origen del seu nom, que és una combinació de la pronúncia antiga del nom del riu més la paraula llatina castrum («campament»).

## Organització
Administrativament Lancaster està dividida en 10 districtes (wards): Bulk, Castle, Dukes, Ellel, John O'Gaunt (anomenat així per Joan de Gant, primer duc de Lancaster), Scotforth East, Scotforth West, Skerton East, Skerton West i University.

## Història

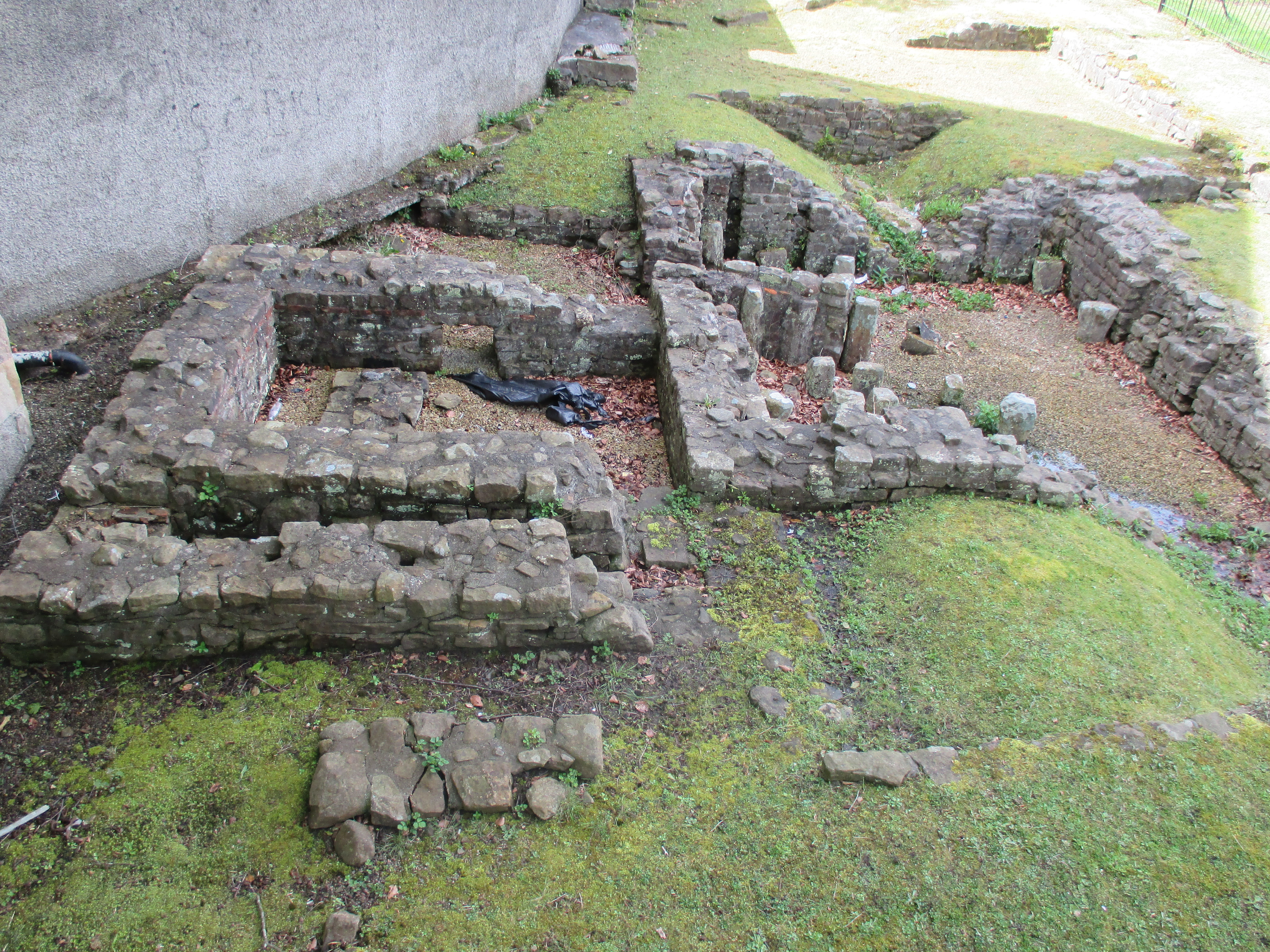
Restes d'uns banys romans a Lancaster.

Els romans van establir un campament aquí a finals del segle I i, segons es dedueix de les monedes trobades, no va estar habitat de forma permanent. El campament es va fortificar amb pedra vers l'any 102 dC., va incloure una extensió superior a la primera i probablement es va mantenir en actiu fins a començaments del segle v, quan els romans van abandonar Britània.
Hi ha poca informació sobre el que va passar des del segle V a la conquesta normanda al segle xi, però sembla que el lloc va continuar habitat i va pertànyer als regnes de Mèrcia i Northúmbria alternativament. Les restes arqueològiques d'aquesta època suggereixen que hi va haver un monestir al costat d'on actualment està l'església de santa Maria. També s'ha trobat una creu de pedra amb marques rúniques, que es creu es va fer a finals del segle ix i podria ser una de les abadies fundades pel bisbe Wilfrid de York.
En el registre cadastral de l'any 1086 Domesday Book aquest municipi, escrit amb la forma Loncastre consta com a propietat del rei Guillem el Conqueridor. El document de fundació del priorat, datat el 1094, és el primer text on apareix la paraula Lancaster. En aquell moment el rei havia concedit aquestes terres a Roger el Poiteví. Sembla deduir-se que el priorat va ser refundat per ser només una església parroquial.
L'any 1193, durant el regnat de Ricard Cor de Lleó, Lancaster estava considerat un burg. La primera carta de privilegis d'aquest burg està datada el 12 de juny del 1193 i signada per Joan, comte de Mortain, que més endavant seria rei.

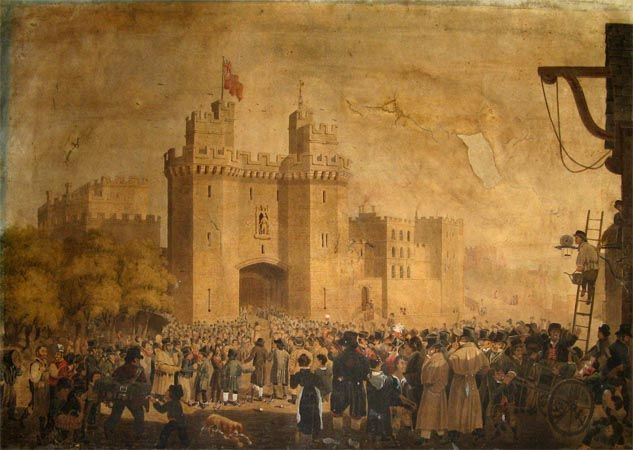
El castell un dia ajusticiament. Pintura d'autor desconegut.

Al segle xiii es va construir el castell, que va ser ampliat en temps de la reina Elisabet. El lloc es va fer famós per ser on es va fer el 1612 el judici a dotze dones acusades de trobar-se al pujol de Pendle per practicar bruixeria. No va ser l'únic judici d'aquesta mena, es deia que Lancaster era "la ciutat dels penjats" i es deia que es condemnava a mort més persones que a cap altre comtat. També va adquirir renom durant la reforma, quan molts sacerdots van ser jutjats per no abandonar el catolicisme. Actualment hi ha una pedra commemorativa (Lancaster Martyrs) amb el nom dels que van morir per aquesta causa.
L'emblema de la ciutat és la rosa vermella, que procedeix del duc de Lancaster, el qual va estar en disputa pel tron amb el duc de York en l'anomenada guerra de les Dues Roses.

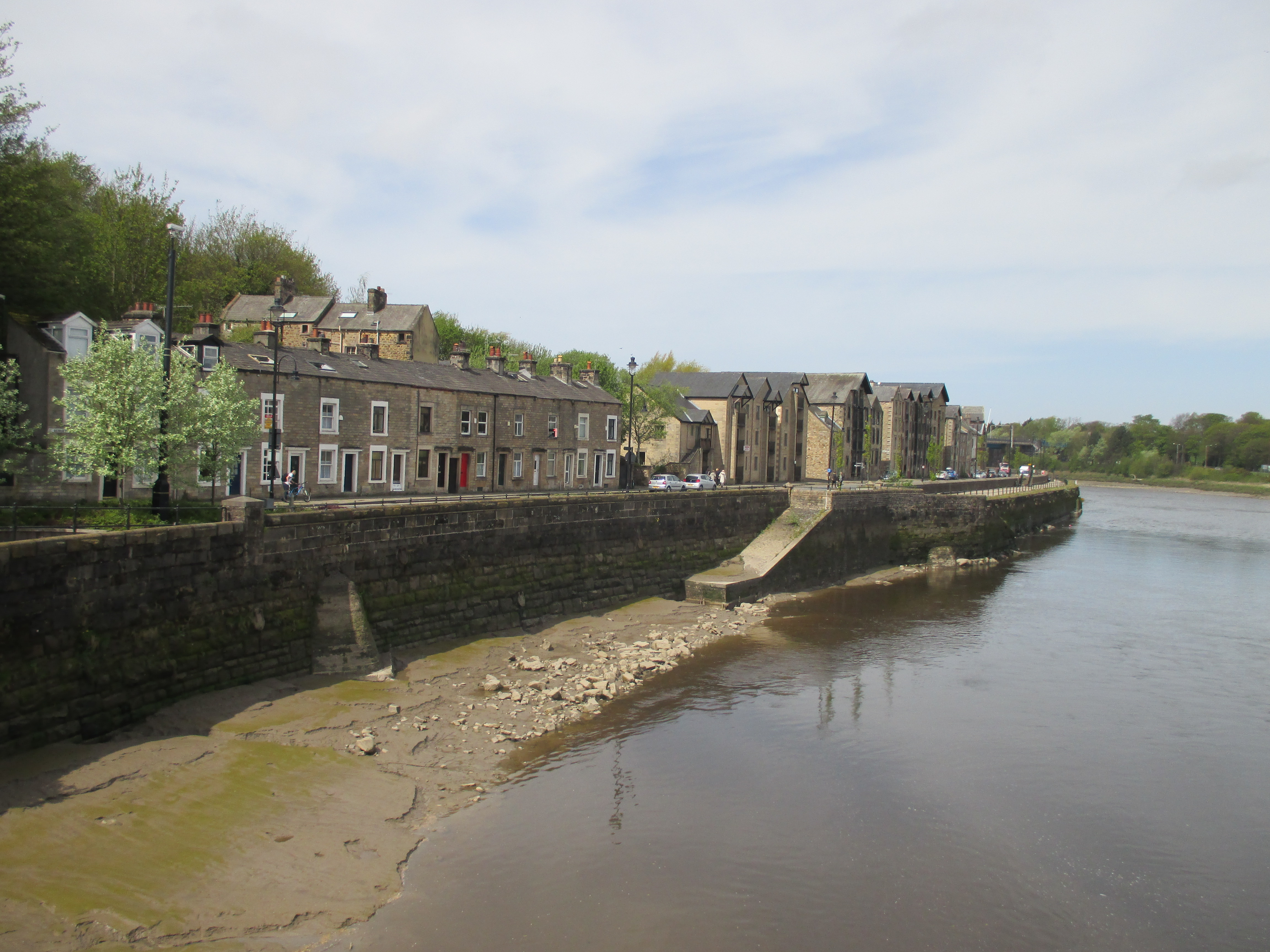
El moll St. George

Molts edificis del centre de Leicester i al llarg del moll de St. George daten del segle xix, que és quan el port fluvial de la ciutat va ser un dels més tràfec de tot el Regne Unit i el quart més important en el negoci de l'esclavatge. Un dels ciutadans de Lancaster que es va fer ric amb aquest negoci va ser Dodshon Foster. Tanmateix, la importància del port de Lancaster no va durar gaires anys, ja que l'acumulació de sediments va impedir l'entrada de vaixells grans. Altres llocs situats als afores —Morecambe, Glasson Dock i Sunderland Point— van fer les funcions de port de Lancaster durant un breu període.
El 1880 es va establir a Leicester una base militar permanent que s'anomena Bowerham Barracks. El 1937 la ciutat va rebre l'estatus de ciutat i el 2004 va obtenir la distinció de ciutat justa per l'esforç en fer un comerç respectuós amb els clients i una bona relació preu-producte.

## Economia

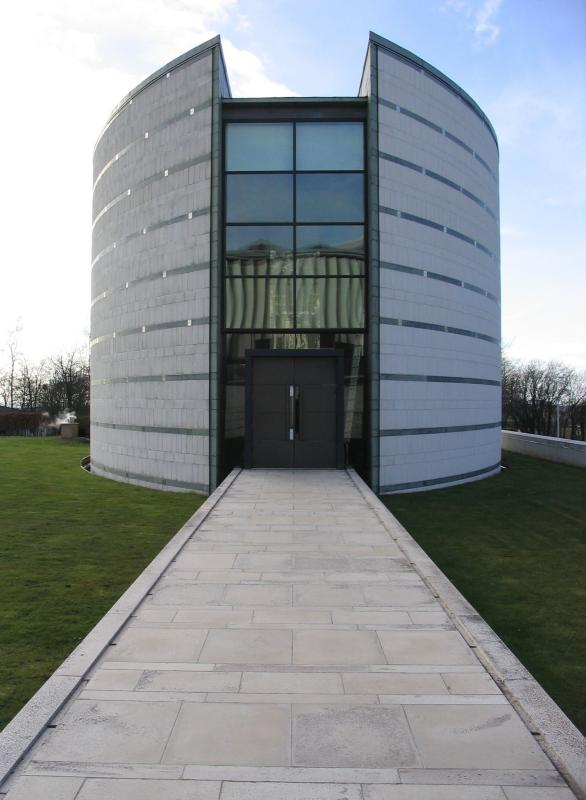
Biblioteca Ruskin

L'economia de Lancaster està lligada primcipalment al sector de serveis, però també és una ciutat industrial amb productes diversos: menjar per animals, tèxtils, queviures, paper, fibra sintètica, maquinària agrícola, camions i fibres minerals. En els darrers anys ha sorgit el sector de l'alta tecnologia, com a resultat dels campus d'investigació que diverses companyies han creat.
La vida cultural i educativa aporten també llocs de treball a la ciutat.

## Agermanaments
Leicester té relacions d'agermanament amb:
- Aalborg (Dinamarca)
- Almere, (Països Baixos)
- Lublin (Polònia)
- Perpinyà, (França)
- Rendsburg, Alemanya
- Växjö, (Suècia)
- Viana do Castelo, (Portugal)

## Llocs d'interès

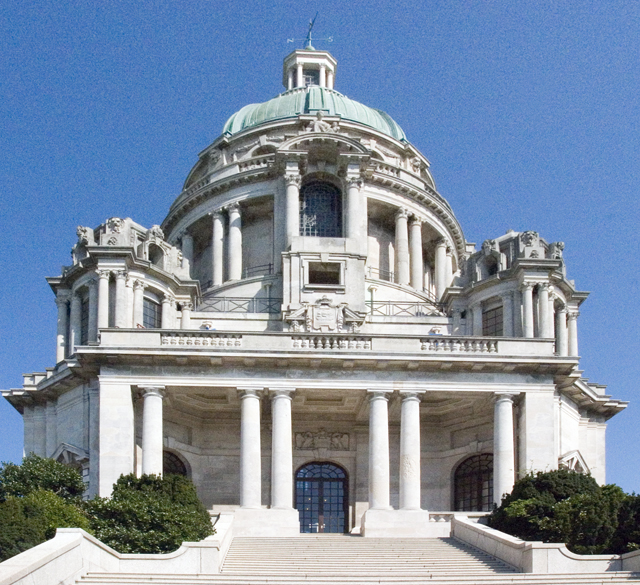
El memorial Ashton, dins del parc Williamson.

- El castell, de l'època normanda i posterior.
- L'església de santa Maria, també anomenada Lancaster Priory, un edifici de l'època anglosaxona.
- El museu de Lancaster, situat en l'antic ajuntament (Town Hall), conté articles d'arqueologia i història de la ciutat, amb una secció dedicada a l'exèrcit.
- El pont Milenium sobre el riu Lune, que funciona amb cables com una grua.
- El parc Williamson, donació del milionari James Williamson, baró d'Ashton (1842-1930), on hi ha un memorial en honor seu.
- La catedral de Lancaster
- La galeria Storey, un edifici multifuncional construït a finals del segle xix.
- la biblioteca Ruskin de la universitat, un edifici avantguardista dissenyat per Richard MacCormac, on es guarda l'obra de John Ruskin i el seu cercle.
- El teatre The Duke.
- El Grand Theatre, un dels teatres més antics del país que ha estat en funcionament des del 1782.
- El monument a la reina Victòria, amb una estàtua obra de Herbert Hampton.

## Transports

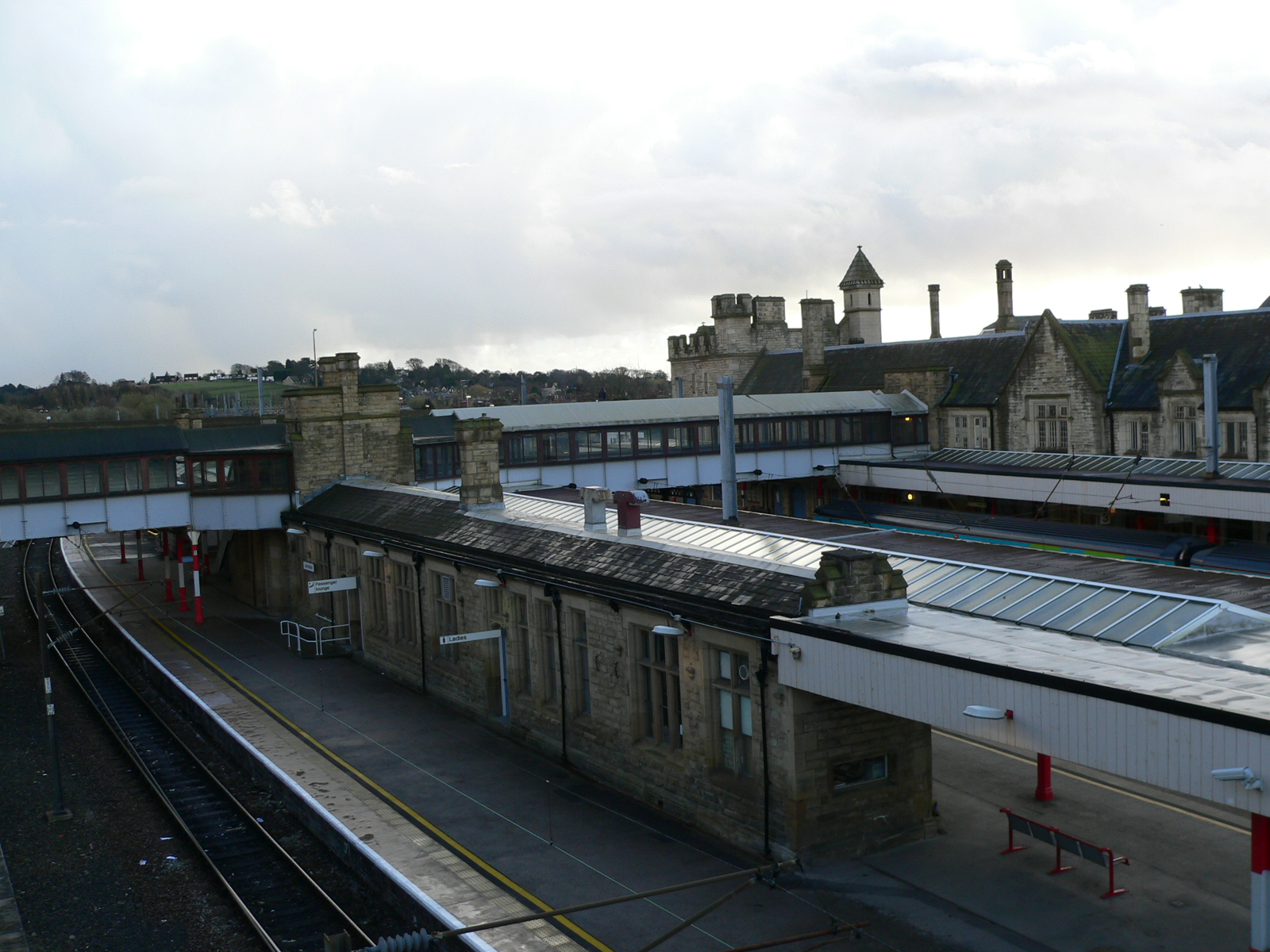
Estació de tren de Lancaster

Lancaster està molt ben comunicada, l'autopista M6 passa a l'est de la ciutat i té dos accessos, el 33 i el 34. La carretera A6 passa per la ciutat i enllaça al sud amb les ciutats de Preston, Chorley i Manchester, i al nord amb Carnforth, Kendal, Penrith i Carlisle.
Hi ha una estació de ferrocarril que enllaça amb la línia de la costa oest; antigament hi va haver una segona estació que enllaçava amb Leeds i Morecombe, però va tancar el 1966.
També hi ha una estació d'autobusos que fa viatges sobretot cap al nord i l'oest d'Anglaterra. Un mitjà de transport alternatiu és el canal del riu.
El 2005 Lancaster va ser una de les sis ciutats angleses escollides per promoure l'ús de la bicicleta com a mitjà de transport.